# Llac Utah

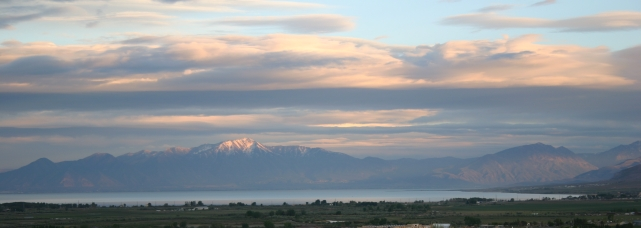
Llac i Vall de Utah

El Llac Utah és un llac d'aigua dolça, lleugerament salada, que es troba a l'estat dels Estats Units de Utah. A la part oest de la Vall de Utah, aquest llac està envoltat pel Mont Timpanogos i el Mont Nebo. L'únc riu que surt del llac és el Riu Jordan, que és un afluent del Gran Llac Salat i que està molt regulat per bombeig artificial. L'evaporació representa el 42% de la sortida d'aigua del llac cosa que fa que sigui lleugerament salat. L'altitud del llac és legalment de 1.368 m per sobre del nivell del mar.
El primer europeu a veure aquest llac va ser el clergue Silvestre Vélez de Escalante el 1776. Ell va romandre durant tres dies amb la banda Timpanogots de la tribu d'amerindis Ute. Actualment l'espècie de peix dominant en el llac és la carpa comuna mentre que les espècies autòctones han disminuït molt per la sobrepesca i introducció d'espècies foranes depeix. Aquest llac també té problemes de contaminatció i eutrofització

## Geografia

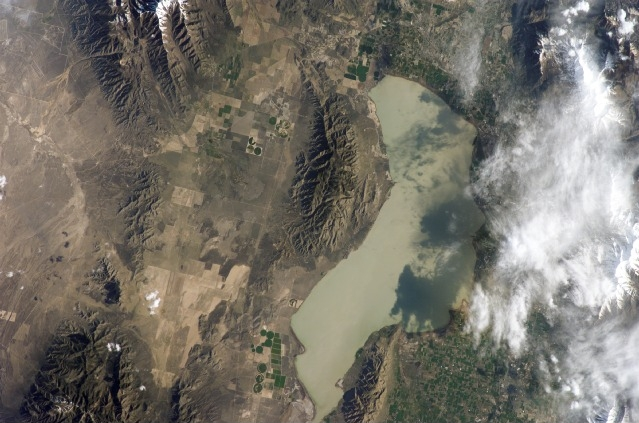
Llac Utah

Té una conca de drenatge de 9.960 km². El llac ocupa una superfície de 380 km², la seva fondària mitjana és de 3,2 metres i té un volum d'1.07×109 m3
Els rius que hi entren són el Provo i el Riu Spanish Fork.
La principal població que es troba a aquesta zona són l'àrea metropolitana de Provo-Orem
Aquest llac són les restes d'un llac del Plistocè, el Llac Bonneville, el qual era molt més extens, gairebé tan gran com el Llac Michigan, i que va existir entre 75.000 i 8.000 anys enrere. Fa uns 12.000 anys el clima de la regió va esdevenir més càlid i sec i el llac prehistòric va començar a assecar-se donant lloc al Llac Utah, el Gran Llac Salat, el Llac Sevier i el Llac Rush.
Aquest llac conté una petita illa anomenada "Illa Bird" de 2,25 milles quadrades que de vegades queda submergida i només se'n veuen alguns arbres que indiquen on es troba. És un lloc de reunió de pescadors esportius.